# Esiliiga 2023
L'Esiliiga 2023 è stata la 33ª edizione della seconda divisione del campionato di calcio estone. Il campionato si è disputato tra il 4 marzo e il 12 novembre 2023 ed è stato vinto dal Nõmme United per la prima volta nella sua storia.

## Stagione

### Novità
Dalla Meistriliiga 2022 è retrocesso il TJK Legion (declassato per problemi finanziari al posto del Vaprus Pärnu ultimo classificato), mentre dall'Esiliiga B sono stati promossi il FC Tallinn e il Tabasalu. Queste squadre sostituiscono l'Harju Laagri promosso in Meistriliiga e le retrocesse in Esiliiga B Tulevik Viljandi e Pärnu JK.

### Formula
Le 10 squadre partecipanti si affrontano in un doppio girone di andata e ritorno, per un totale di 36 giornate. La squadra prima classificata viene promossa in Meistriliiga, mentre la seconda disputa uno spareggio contro la penultima della Meistriliiga. Sono escluse dalla possibilità di promozione le formazioni Under-21. Le ultime due classificate retrocedono direttamente in Esiliiga B, mentre l'ottava classificata disputa uno spareggio contro la terza dell'Esiliiga B.

### Avvenimenti
Il Nõmme United ha vinto il campionato e conquistato la promozione alla quintultima giornata, battendo in casa 3-0 l'Alliance Ida-Virumaa e risultando così ormai irraggiungibile dagli inseguitori Viimsi e Flora Tallinn Under-21.

## Squadre partecipanti
| Club                 | Città        | Stadio                   | Posizione 2022                       |
| -------------------- | ------------ | ------------------------ | ------------------------------------ |
| Alliance Ida-Virumaa | Kohtla-Järve | Kiviõli Arena (Kiviõli)  | 8º posto in Esiliiga                 |
| Elva                 | Elva         | Elva Linnastaadion       | 3º posto in Esiliiga                 |
| FC Tallinn           | Tallinn      | Lasnamäe Spordikompleksi | 1º posto in Esiliiga B, promosso     |
| Flora Tallinn U21    | Tallinn      | Sportland Arena          | 5º posto in Esiliiga                 |
| Levadia Tallinn U21  | Tallinn      | Maarjamäe Staadion       | 2º posto in Esiliiga                 |
| Nõmme United         | Tallinn      | Männiku Staadion         | 6º posto in Esiliiga                 |
| Paide U21            | Paide        | Paide Linnastaadion      | 7º posto in Esiliiga                 |
| Tabasalu             | Tabasalu     | Tabasalu Arena           | 2º posto in Esiliiga B, promosso     |
| TJK Legion           | Tallinn      | Sportland Arena          | 9º posto in Meistriliiga, retrocesso |
| Viimsi               | Viimsi       | Viimsi KK Staadion       | 4º posto in Esiliiga                 |

## Classifica finale
|   | Pos. | Squadra              | Pt | G  | V  | N | P  | GF  | GS  | DR  |
| - | ---- | -------------------- | -- | -- | -- | - | -- | --- | --- | --- |
|   | 1.   | Nõmme United         | 90 | 36 | 28 | 6 | 2  | 114 | 29  | +85 |
|   | 2.   | Viimsi               | 71 | 36 | 21 | 8 | 7  | 67  | 35  | +32 |
| + | 3.   | Flora Tallinn U21    | 69 | 36 | 22 | 3 | 11 | 86  | 53  | +33 |
| + | 4.   | Levadia Tallinn U21  | 57 | 36 | 16 | 9 | 11 | 57  | 46  | +11 |
|   | 5.   | Tabasalu             | 55 | 36 | 18 | 1 | 17 | 81  | 70  | +11 |
|   | 6.   | FC Tallinn           | 52 | 36 | 16 | 4 | 16 | 72  | 65  | +7  |
| + | 7.   | Paide U21            | 41 | 36 | 12 | 5 | 19 | 66  | 82  | -16 |
|   | 8.   | Elva                 | 40 | 36 | 12 | 4 | 20 | 45  | 75  | -30 |
|   | 9.   | TJK Legion           | 21 | 36 | 5  | 6 | 25 | 37  | 97  | -60 |
|   | 10.  | Alliance Ida-Virumaa | 20 | 36 | 6  | 2 | 28 | 50  | 123 | -73 |

Legenda:

      Promossa in Meistriliiga 2024

 Ammessa agli spareggi promozione o retrocessione

      Retrocessa in Esiliiga B 2024

+ squadra ineleggibile per la promozione.
Note:

Tre punti a vittoria, uno a pareggio, zero a sconfitta.
La classifica viene stilata secondo i seguenti criteri:
- Punti conquistati
- play-off (solo per decidere la squadra campione)
- Meno partite perse a tavolino
- Partite vinte
- Punti conquistati negli scontri diretti
- Differenza reti negli scontri diretti
- Differenza reti generale
- Reti totali realizzate
- Fair-play ranking

## Spareggi

### Play-off
|               | Risultati |               | Luogo e data             |
| ------------- | --------- | ------------- | ------------------------ |
| Viimsi        | 0 - 5     | Tammeka Tartu | Viimsi, 29 novembre 2023 |
| Tammeka Tartu | 1 - 1     | Viimsi        | Tartu, 3 dicembre 2023   |
|               |           |               |                          |

### Play-out
|             | Risultati |             | Luogo e data            |
| ----------- | --------- | ----------- | ----------------------- |
| Kalev Tartu | 0 - 0     | Elva        | Tartu, 25 novembre 2023 |
| Elva        | 2 - 1     | Kalev Tartu | Elva, 29 novembre 2023  |
|             |           |             |                         |